# Heilig-Geist-Gymnasium (Würselen)
Das Heilig-Geist-Gymnasium (kurz: HGG) liegt im Würselener Stadtteil Broich in der Städteregion Aachen. Der Träger des privaten Gymnasiums ist die Missionsgesellschaft der Spiritaner.

## Geschichte

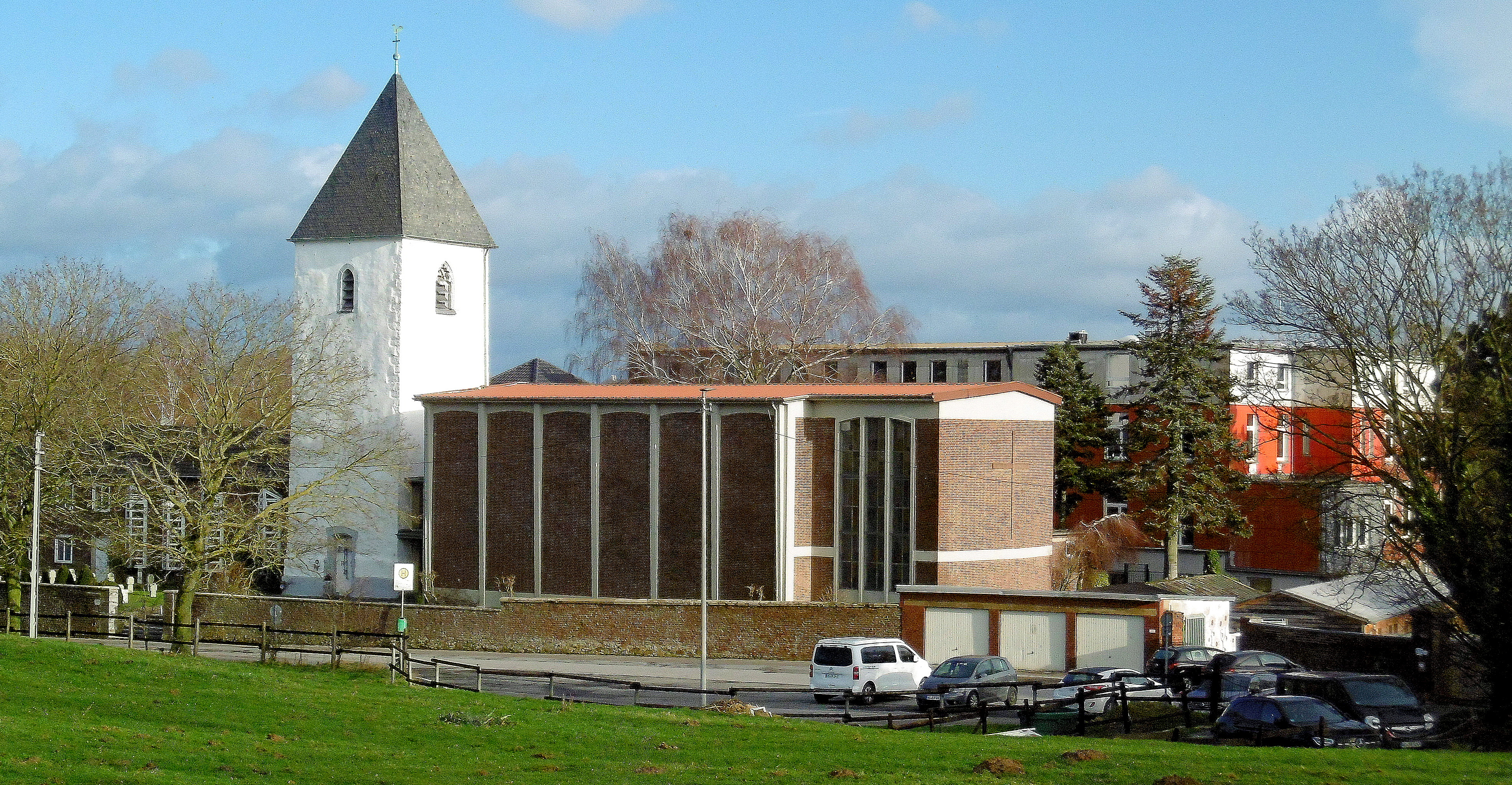
Klosterkirche und Schulgebäude im Hintergrund

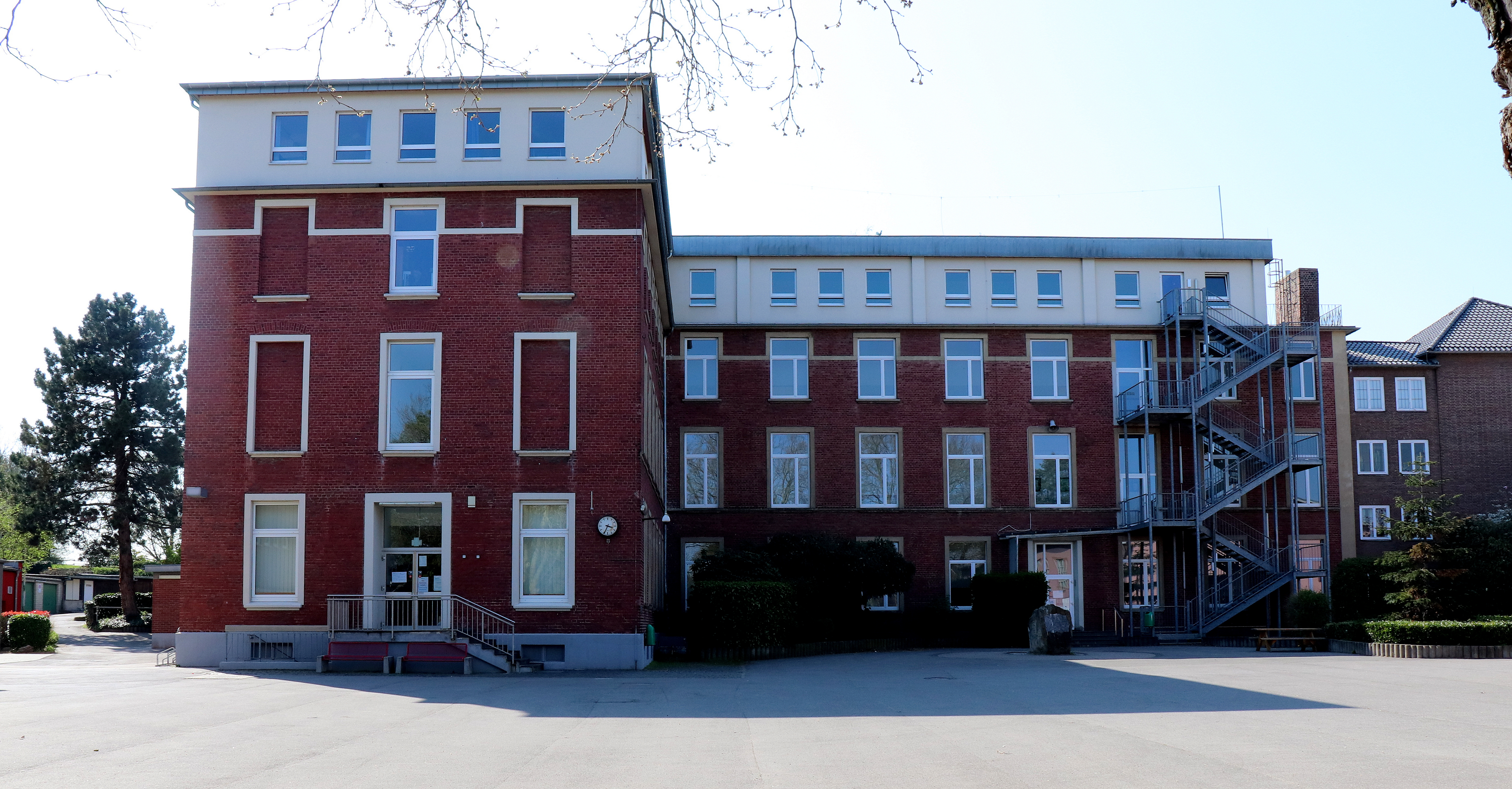
Teil des Schulkomplexes

Das Kloster Broich, wie es allgemein genannt wird, hat seine Anfänge im Jahr 1903. Der damalige Provinzial Pater Acker kaufte die ehemalige Pfarrkirche mit Pfarrer- und Küsterwohnung, um im Aachener Land eine Missionsschule zur Heranbildung von Missionaren zu eröffnen. Die Begeisterung der Menschen in der Umgebung von Broich war groß. So kam aus dem Aachener Land die größte Zahl an Spiritanermissionaren. Bereits 1910 musste ein größeres Schul- und Internatsgebäude gebaut werden. Nach dem Ersten Weltkrieg, trotz Hunger und Not, stieg die Zahl der Schüler auf 160. 
Die Zeit des Nationalsozialismus brachte die Schließung der Schule und des Hauses, das als Unterkunft für Westwallarbeiter und später für russische Zivilgefangene diente. Gegen Kriegsende wurde Broich stark zerstört, sodass die Spiritaner in den Kellerräumen wohnten.
Durch die schwere, kriegsbedingte, Zerstörung waren Klosterkirche und Schulgebäude nicht mehr nutzbar. Erst im Jahre 1948 wurde der Schulbetrieb wieder Stück für Stück aufgenommen. Im Jahr 1953 sind die Wiederaufbauarbeiten an der Missionsschule abgeschlossen. Damit zogen am ersten April wieder die ersten Sextaner in die Schule ein. Die Arbeiten an dem Kirchturm und an der nach Plänen des Aachener Architekten Hermann Kremers neu errichteten Klosterkirche sind zu diesem Zeitpunkt jedoch noch in vollem Gange, sodass das Gotteshaus erst im Jahr 1957 durch den damaligen Aachener Bischof Johannes Pohlschneider konsekriert werden konnte. Heutzutage steht der markante Kirchturm unter Denkmalschutz.
Im Zuge der aufwendigen Arbeiten, erhielt das Gymnasium auch einen neuen Namen. Seit 1963 trägt es den Namen „Heilig-Geist-Gymnasium Broichweiden“. Ab 1967 entstand das Vollgymnasium, das sich im Nordkreis des Aachener Landes zum Heilig-Geist-Gymnasium entwickelte. Die Lehrer heute, einschließlich des Schulleiters, sind keine Ordensangehörige, welche die Schüler jedoch im Geist der Spiritaner  zu einem christlich-humanistischen Weltbild hinführen.
Die Patres des Missionshauses Broich sind engagiert in der Schulseelsorge und ebenso in der Seelsorge der umgebenden Pfarreien. Außerdem führen sie sämtliche Schulgottesdienste durch.

## Sonstiges

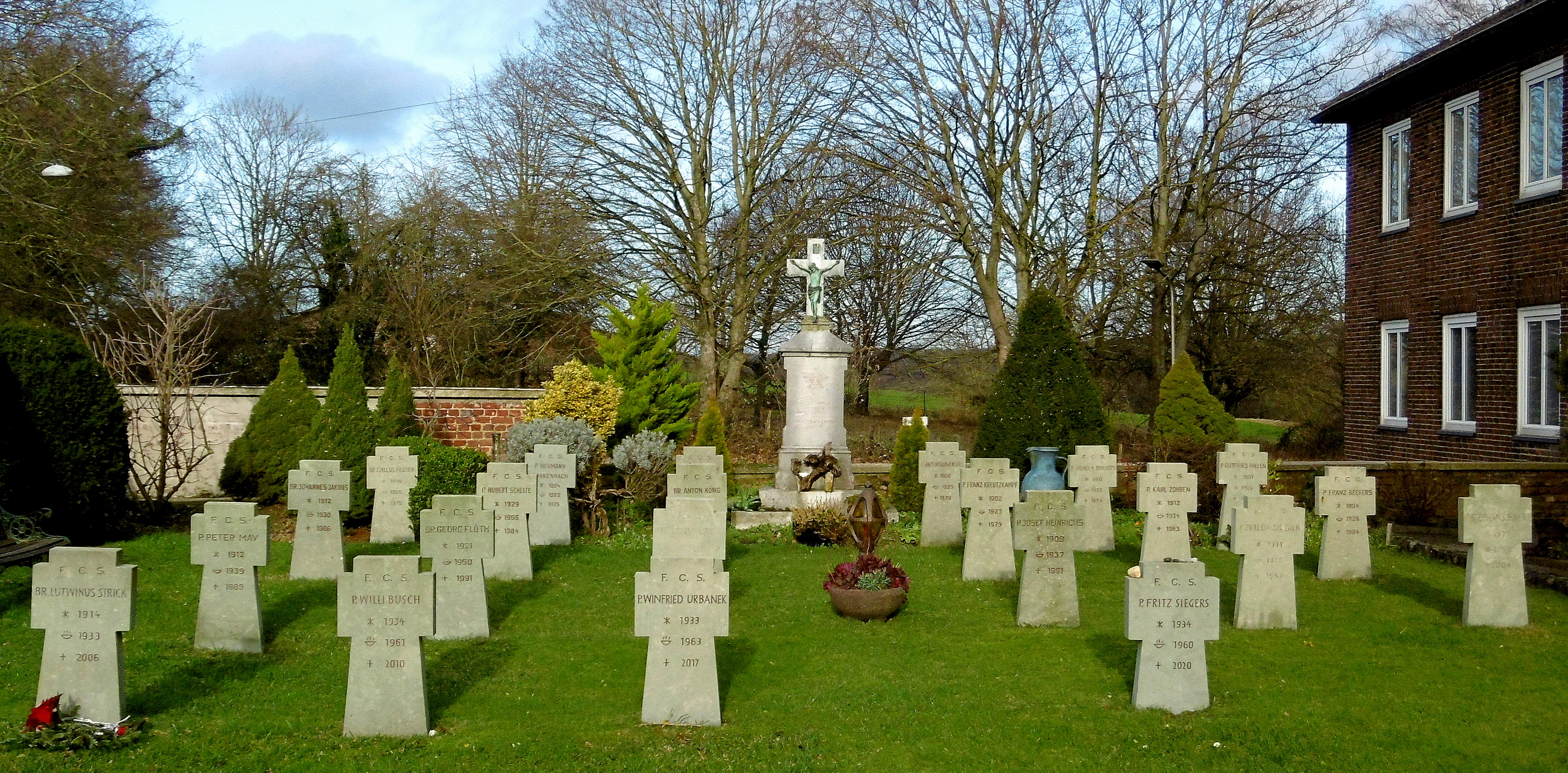
Gräberfeld der Patres

Die Wurzeln des Gymnasiums liegen in der 1903 gegründeten Missionsschule.
Eine gute Bildung und Erziehung war beiden Gründern der Spiritaner wichtig für ihre eigenen Brüder wie für die Menschen, die ihnen anvertraut waren. In dieser Mission und Tradition haben die Spiritaner in Broich ihre Arbeit begonnen und ihr Werk den jeweiligen Zeitverhältnissen angepasst.
979 Schüler besuchen das Gymnasium. Zum Schuljahr 2018/2019 wurden 106 Schüler in die 5. Jahrgangsstufe aufgenommen. Am Ende des Schuljahres 2018/2019 verließen 114 Schüler das Heilig-Geist-Gymnasium nach erfolgreich bestandenem Abitur.
Zum „spiritanischen Profil“ der Schule gehört, dass die Schüler Erfahrungen machen, die ein Bewusstsein für die Probleme in der Einen Welt und soziale Fragen wecken sollen. Zu erwähnen ist hier besonders das Sozial-Praktikum, eine Partnerschaft mit Mont Rolland im Senegal, der regelmäßige „Sponsored Walk“ und der Eine-Welt-Laden.
Im Sozial-Praktikum bieten die Schüler der Oberstufe drei Wochen ihre Dienste in Krankenhäusern, Alten- und Pflegeheimen, in Schulen für geistig und körperlich behinderte Kinder, oder auch in Arbeitslosenprojekten an. Das Praktikum dient dabei nicht in erster Linie der Berufsfindung, sondern soll vor allem menschliche Begegnungen ermöglichen. Diese Begegnungen sollen Zuneigung und Hinwendung zu den Mitmenschen wecken, die ohne fremde Hilfe nicht auskommen, sowie zu mehr Toleranz und Achtung erziehen.

## Römerkanal

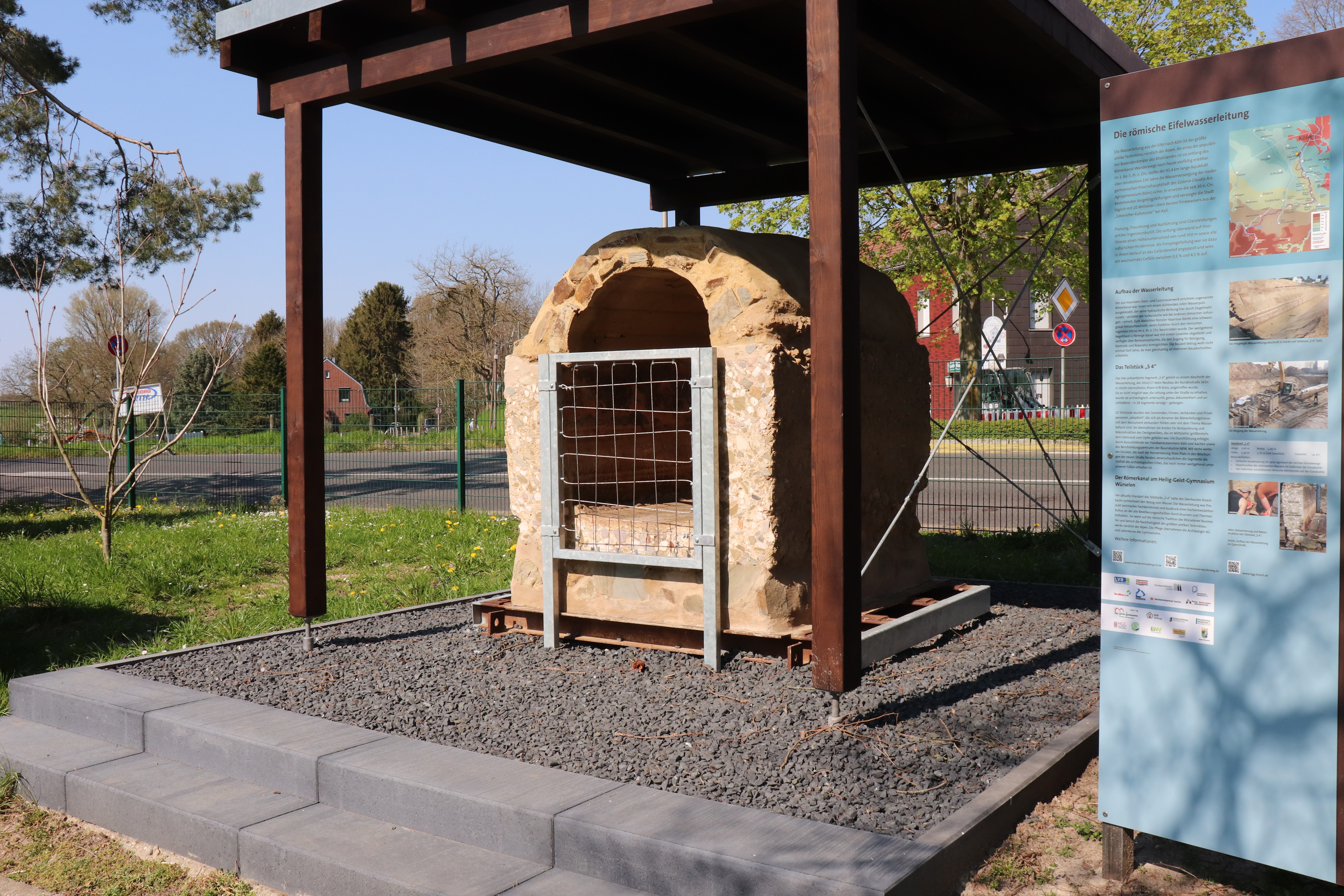
Der Römerkanal auf dem Schulgelände

Am 12. September 2019 erhielt das Heilig-Geist-Gymnasium ein Teilstück einer antiken römischen Wasserleitung. Diese fast zwei Jahrtausende alte Leitung wurde bei Grabungsarbeiten in der Nähe von Köln gefunden und daraufhin von Auszubildenden der Handwerkskammer restauriert und in 22 Teile geteilt.
Ein Teilstück der ehemaligen Wasserleitung befindet sich nun auf dem Schulhof des Gymnasiums. Das gesamte Projekt wurde durch den Landschaftsverband Rheinland (LVR) subventioniert.
Der Kanal wird durch die schulische Archäologie AG betreut.

## Lehrer und Schüler
Der SPD-Politiker Martin Schulz besuchte das Heilig-Geist-Gymnasium von 1966 bis 1974 und verließ es mit der Fachhochschulreife. Kabarettist Jürgen Beckers war, nach einer 11-jährigen Beurlaubung, für zwei Jahre wieder unterrichtender Lehrer an der Schule. Weitere bekannte Schulangehörige sind unter anderem Kai Havertz (Fußballprofi), Björn Gögge (Musiker und Autor) sowie der Theologe Joseph Overath.

## Theater ist Bühnenreif

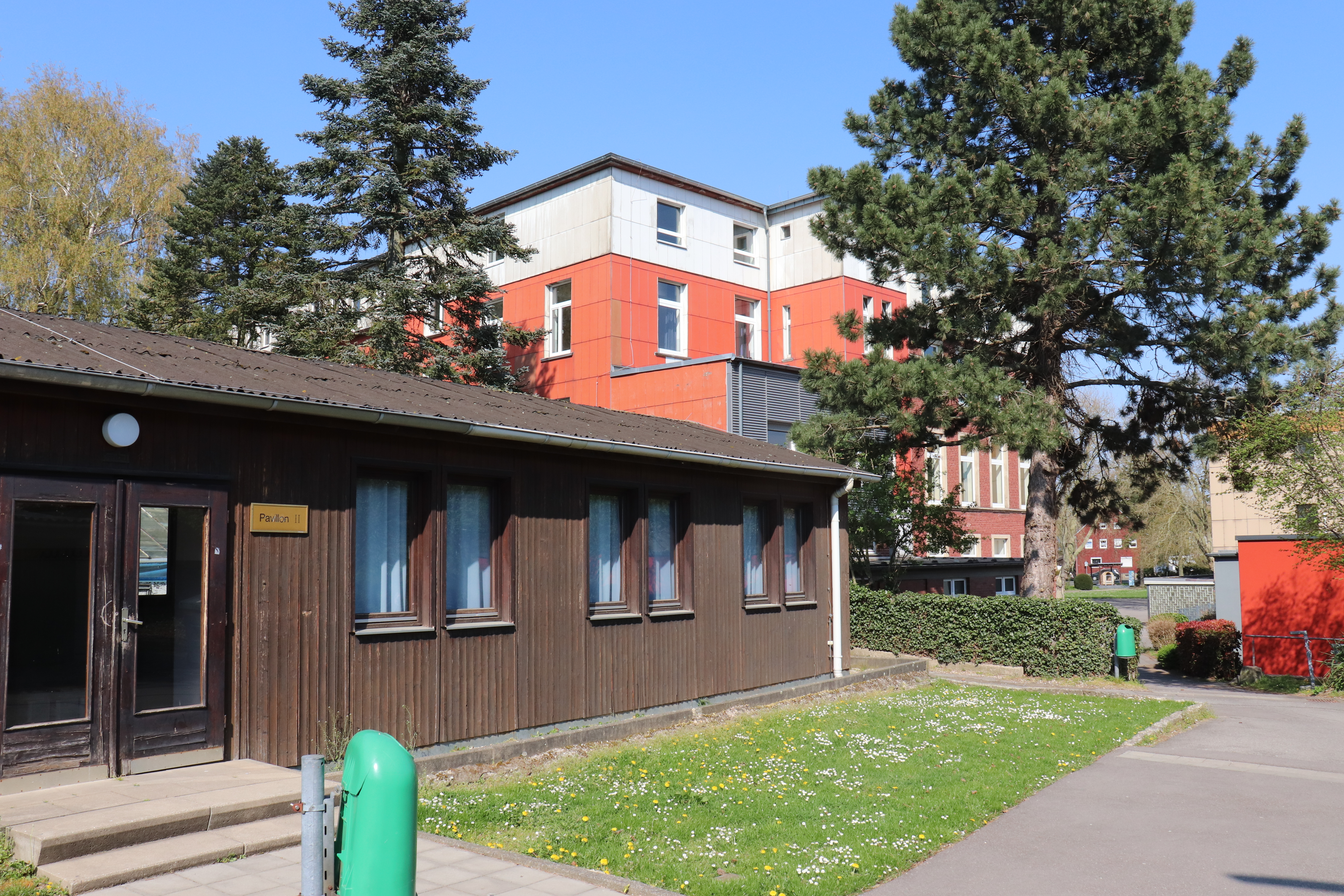
Blick auf das Schulgelände

„Theater ist Bühnenreif“ ist ein von Lehrern und Schülern gestartetes Projekt, das eine Zeit lang jedes Jahr ein Theaterstück aufführte. Diese sind mal an ältere Stücke angelehnt und mal selber geschrieben. Es arbeiten unter anderem die Lehrer Verena Leenders und Wilfried Bonn sowie ehemalige und aktuelle Schüler des Heilig-Geist-Gymnasiums bei dem Projekt mit.
Im Jahr 2008, pünktlich zum zehnjährigen Jubiläum von Bühnenreif, kam mit „My Fair Hotel“ das erste komplett selbstgeschriebene Theaterstück zur Aufführung. Es stammt aus der Feder von Gründungsmitglied Pascal Seifert und bescherte der Theatergruppe einen neuen Besucherrekord.
Das Projekt wurde allerdings vor einigen Jahren mit der Pensionierung von Wilfried Bonn eingestellt.

## Orchester des Heilig-Geist-Gymnasiums
Das Schulorchester des Heilig-Geist-Gymnasiums hat bereits mehrere erfolgreiche Projekte umgesetzt, darunter:
- Amazing Grace, Chormusical[12]
- Die Päpstin – Das Musical
- Luther, Pop-Oratorium
- Robin Hood – Für Liebe und Gerechtigkeit
- Die Schöne und das Biest (Broadway-Musical)